# Mùa bão Đông Bắc Thái Bình Dương 2024
Mùa bão Đông Bắc Thái Bình Dương 2024 là một sự kiện mà theo đó, các cơn bão được hình thành ở Thái Bình Dương, phía Bắc xích đạo, phía Đông đường đổi ngày quốc tế trong năm 2024 - Khu vực được theo dõi chính thức của hai trung tâm gồm Trung tâm Bão Quốc gia Hoa Kỳ (NHC) và Trung tâm Bão Giữa Thái Bình Dương (CPHC) thuộc NOAA. Các xoáy thuận nhiệt đới hình thành trên toàn vùng sẽ được NHC theo dõi và thêm hậu tố E (nếu nó hình thành trong khu vực từ phía Đông kinh tuyến 140 độ Tây của Thái Bình Dương - lưu vực Phía Đông của Bắc Thái Bình Dương) hoặc được CPHC thêm hậu tố C (nếu hình thành trong khu vực nằm giữa kinh tuyến 140 độ Tây và 180 độ - lưu vực giữa Bắc Thái Bình Dương) đằng sau số thứ tự theo thời gian chúng xuất hiện trong năm của mỗi lưu vực. Còn nếu nhiễu động/xoáy thuận mạnh lên thành bão nhiệt đới/cận nhiệt đới (thông thường từ 1 áp thấp nhiệt đới), thì nó sẽ được đặt tên theo một danh sách tên bão nhất định đã được lập ra từ trước (xem chi tiết danh sách tên bão ở dưới).

## Danh sách bão

### Bão John
Hoàn lưu cơn bão John gây ra lũ lụt nghiêm trọng tại nhiều nơi của miền Nam Mexico, khiến 29 người thiệt mạng tại 3 bang. Alejandro Martínez Sidney, Chủ tịch Phòng Thương mại, Dịch vụ và Du lịch Acapulco cho biết thiệt hại do bão gây ra ở Guerrero ước tính từ 1–1,5 tỷ peso (tương đương 51,7–77,6 triệu USD). Theo Gallagher Re, tính đến tháng 1 năm 2025 thì tổng thiệt hại kinh tế do John gây ra lên tới 2,45 tỷ USD.

## Tên bão
Danh sách tên sau đây đang được sử dụng cho các cơn bão được đặt tên ở lưu vực Đông Bắc Thái Bình Dương trong năm 2024. Các tên bị khai tử, nếu có, sẽ được Tổ chức Khí tượng Thế giới công bố vào mùa xuân năm 2025. Các tên không được rút khỏi danh sách này sẽ là được sử dụng một lần nữa trong mùa bão 2030. Đây là danh sách tương tự được sử dụng trong mùa bão 2018.
Sau đây là các tên bão được đề xuất trong mùa bão 2024:
| - Aletta - Bud - Carlotta - Daniel - Emilia - Fabio - Gilma - Hector | - Ileana - John - Kristy - Lane - Miriam (chưa sử dụng) - Norman (chưa sử dụng) - Olivia (chưa sử dụng) - Paul (chưa sử dụng) | - Rosa (chưa sử dụng) - Sergio (chưa sử dụng) - Tara (chưa sử dụng) - Vicente (chưa sử dụng) - Willa (chưa sử dụng) - Xavier (chưa sử dụng) - Yolanda (chưa sử dụng) - Zeke (chưa sử dụng) |

Đối với các cơn bão hình thành ở Bắc Thái Bình Dương từ vĩ độ 140°T đến Đường đổi ngày quốc tế, tên được lấy từ một loạt bốn danh sách luân phiên. Các tên được sử dụng lần lượt mà không tính đến năm và khi đến cuối danh sách, cơn bão được đặt tên tiếp theo sẽ nhận được tên ở đầu danh sách tiếp theo.
- Hone

1. ↑  "Sube a 29, cifra de fallecidos por el huracán John" [Death toll from Hurricane John rises to 29]. Meganoticias (bằng tiếng Tây Ban Nha). ngày 30 tháng 9 năm 2024. Truy cập ngày 30 tháng 9 năm 2024.
2. ↑  "Acapulco: impacto de John podría dejar pérdidas de hasta mil 500 millones de pesos" [Acapulco: John's impact could result in losses of up to 1.5 billion pesos]. Proceso (bằng tiếng Anh). ngày 24 tháng 9 năm 2024. Truy cập ngày 30 tháng 9 năm 2024.
3. ↑  Bowen, Steve; Kerschner, Brian; Zheng Ng, Jin (ngày 1 tháng 1 năm 2025). "Natural Catastrophe and Climate Report: 2025" (PDF). ajg.com. Truy cập ngày 21 tháng 1 năm 2025.